# Готи (субкултура)
Готи (на английски: goths, буквално преведено като вандал, варварин, грубиян) са представителите на готик субкултурата.

## Възникване и влияния
Готик субкултурата е зародена в Англия между края на седемдесетте и началото на осемдесетте години на 20 век. Лондонският ъндърграунд нощен клуб Batcave се смята за „рождено място“, а първият сингъл на Баухаус, „Bela Lugosi's Dead“, издаден през 1979 – за отправна точка за готик рок жанра.
Голямо влияние върху сформирането и развитието на тази субкултура са оказали музикални групи като Bauhaus, The Cure, Siouxsie and the Banshees, Christian Death и други представители на готик рок (поджанр на пост-пънка), ню уейв, детрок и даркуейв сцената, както и писатели като Едгар Алън По, Брам Стокър, Оскар Уайлд и Хауърд Лъвкрафт, художници като Салвадор Дали, Джон Евърет Миле и Данте Габриел Росети.

## Мода
Готик модата често бива определяна като мрачна и мистериозна. Характерни за традиционната готик мода са тъмните сенки на очите, силно подчертаните скули, черното облекло, умишлено разрошена тупирана черна коса, стегнати в талията колани и корсети, кожени нашийници и якета, обувки на висока платформа и тип winklepickers.